# Chaffee (cràter)
Chaffee és un cràter d'impacte que es troba a l'hemisferi sud de la cara oculta de la Lluna. Es troba dins de la immensa plana emmurallada del cràter Apollo. És un dels cràters que porta el nom d'un astronauta o una persona relacionada amb el Programa Apollo. Aquesta conca és una formació dʻanell doble, i el cràter Chaffee està situat per fora de la part sud-oest de lʻanell interior. El relleu d'aquest anell s'estén cap al nord des de la vora nord de Chaffee.

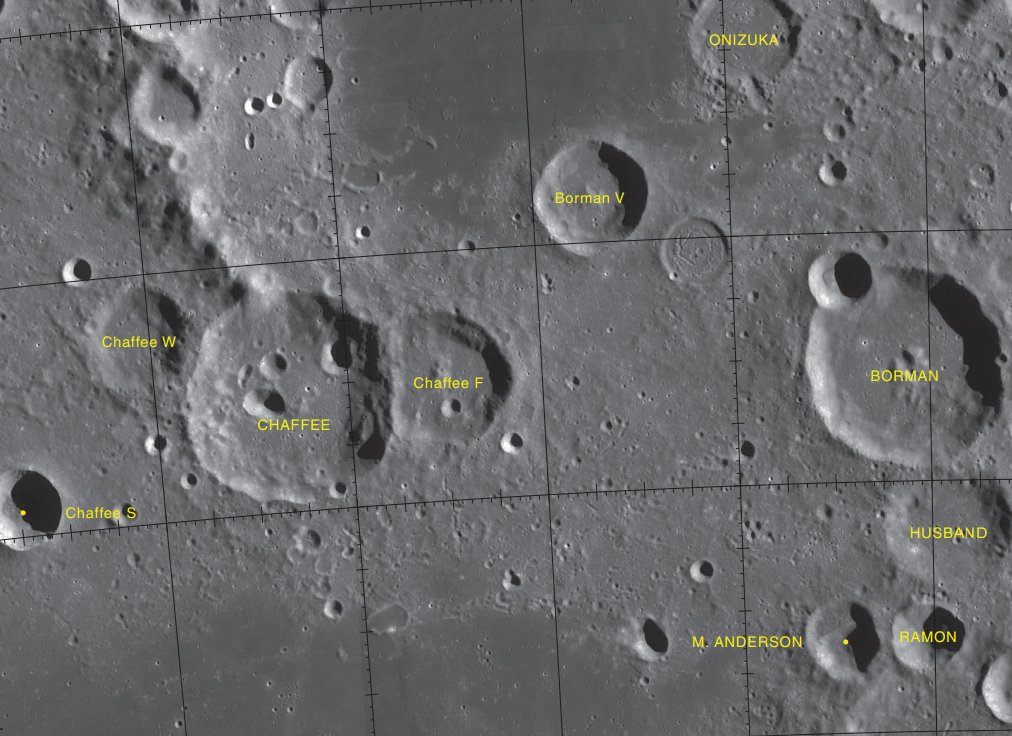
Localització de Chaffee (centre esquerra de la imatge)
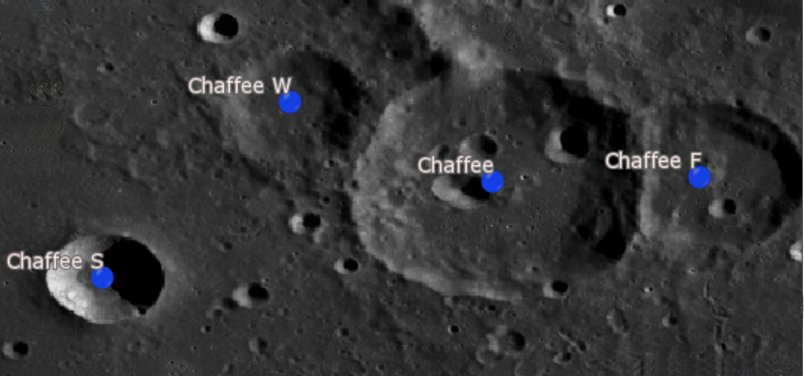
Cràters satèl·lit

És un cràter circular amb una vora exterior que té una forma irregular degut a múltiples petits sortints. El perímetre està lleugerament desgastat, amb un perfil esmolat que es projecta per sobre del terreny limítrof. Dos cràters notables estan units a la vora exterior: Chaffee F a l'oest i Chaffee W al llarg del nord-oest. Chaffee F en realitat se solapa tant amb el cràter principal, que els dos comparteixen una vora comuna més o menys aixamfranada. També apareix un petit cràter localitzat cap al sud-sud-est exactament a la vora.
Les parets internes de Chaffee no tenen un sistema de terrasses ben format, i s'inclinen cap avall plenes de grans blocs. La major part del sòl interior és relativament pla i sense trets distintius. No obstant això, apareixen diversos petits cràters que jeuen a la meitat nord, sobretot al nord-oest del punt mig.

## Cràters satèl·lit
Per convenció aquests elements són identificats en els mapes lunars posant la lletra en el costat del punt central del cràter que està més proper a Chaffee.
| Chaffee | Coordenades                            | Diàmetre |
| ------- | -------------------------------------- | -------- |
| F       | 38° 48′ S, 152° 30′ O / 38.8°S,152.5°O | 35 km    |
| S       | 39° 30′ S, 156° 36′ O / 39.5°S,156.6°O | 19 km    |
| W       | 38° 12′ S, 155° 18′ O / 38.2°S,155.3°O | 25 km    |